# 日本基督教會

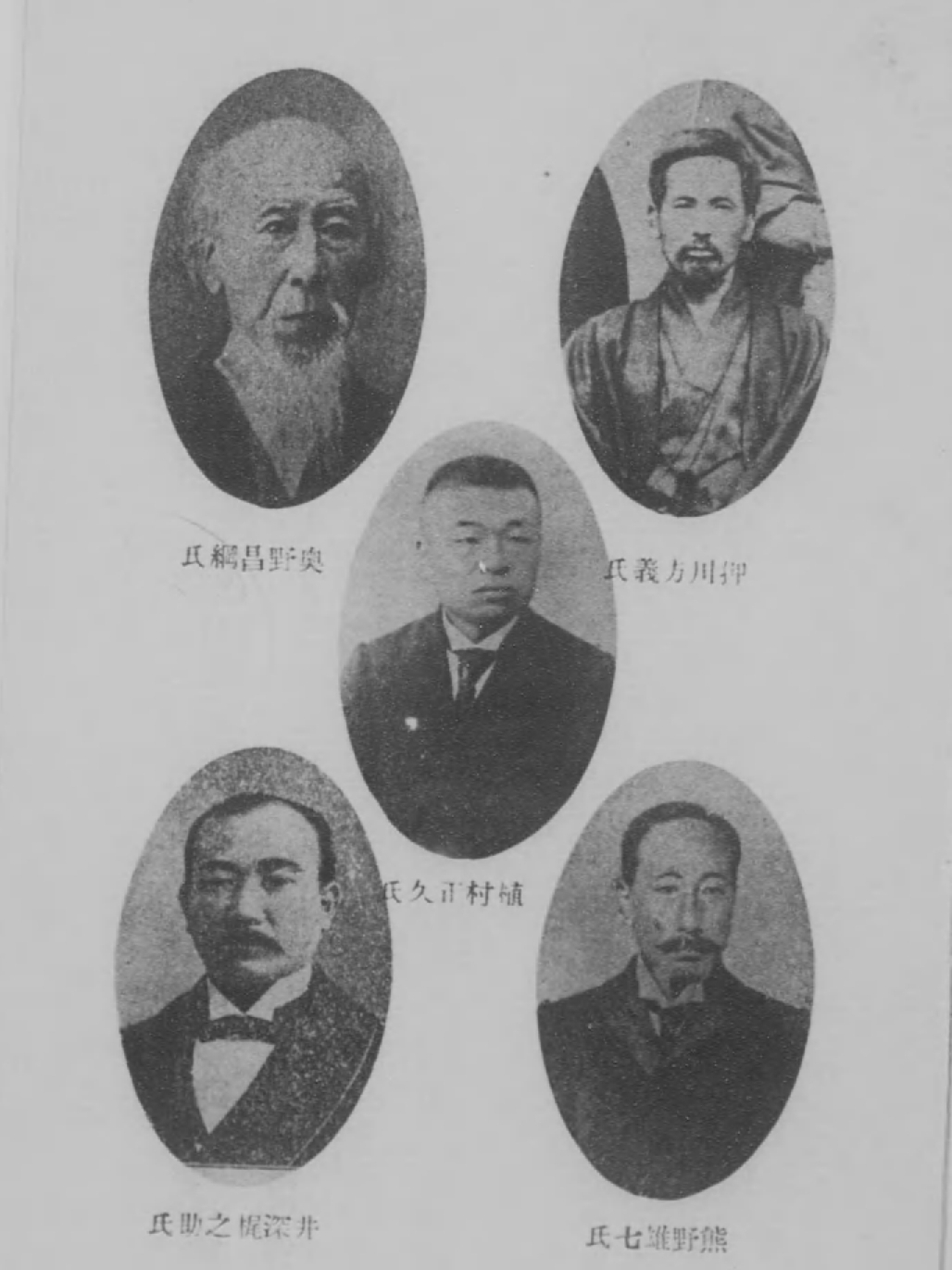
日本基督教会领导人
从上左至右下、奥野昌纲、押川方义、植村正久、井深梶之助、熊野雄七

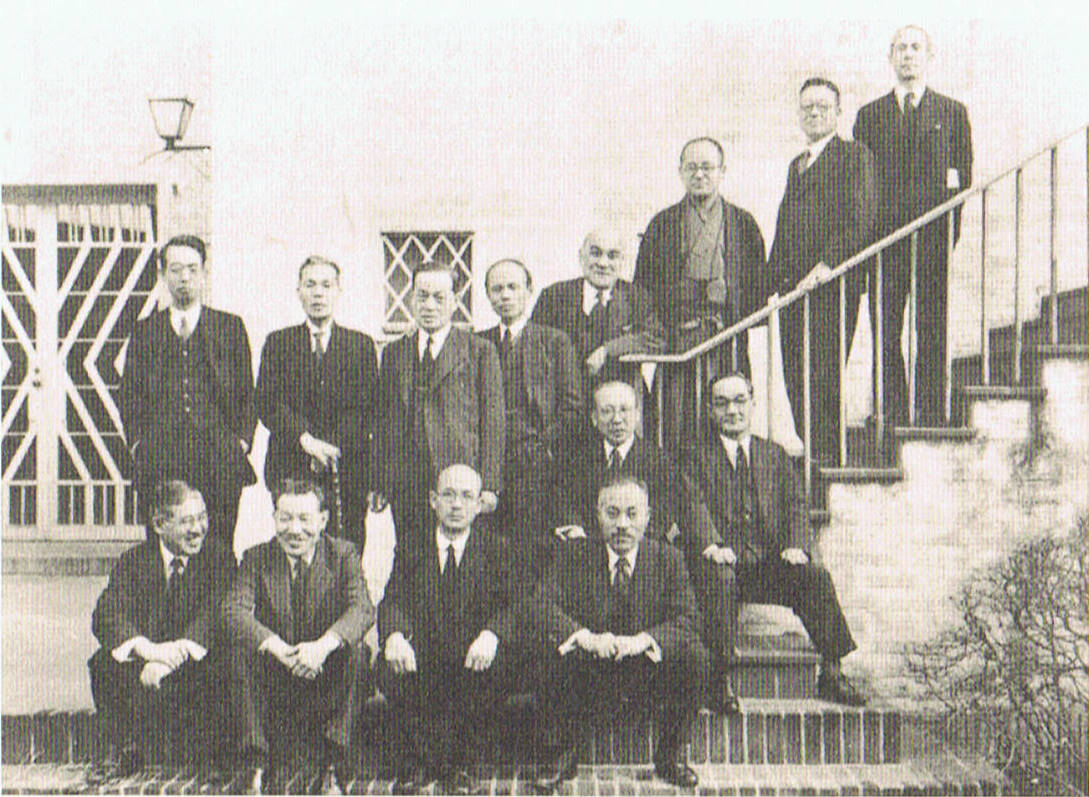
日本基督教團合同前日本基督教会代表准备委员
后排从左：熊野义孝，三吉务，富田满，小野村林藏，佐波亘，浅野顺一，饭岛诚太，堀内友四郎、
前排从左：今村好太郎，村田四郎，金井为一郎，村岸清彦

日本基督教會是曾經存在於日本的長老教會。從前是聯合基督教會在日本最大的教派。

## 历史
日本基督聖公會在1872年3月建立。在1890年12月修改教會憲法，改名為日本基督教會。
早期領導人是植村正久、井深梶之助，最後的領導者是富田满。